# Maihar
Maihar (Hindi: मैहर, Maihar) ist ein Ort im indischen Bundesstaat Madhya Pradesh. Er hat etwa 40.000 Einwohner (Zensus 2011) und liegt im Verwaltungsdistrikt Satna. Der Ort war Hauptstadt des Fürstenstaates Maihar.
Hier wurde die Maihar-Gharana, eine Stilrichtung nordindischen klassischen Musik im 20. Jahrhundert, begründet. Sie ist eng mit dem Musiker Allauddin Khan verbunden und wurde von seinen Schülern Annapurna Devi (Alauddin Khans Tochter), Ravi Shankar (Alauddin Khans Schwiegersohn), Ali Akbar Khan (Alauddin Khans Sohn), Amit Bhattacharya, Aashish Khan (Alauddin Khans Enkel), Bahadur Khan (Alauddin Khans Neffe), Vasant Rai, Pannalal Ghosh und Nikhil Banerjee verbreitet.